# Xã Elm Springs, Quận Washington, Arkansas
Xã Elm Springs (tiếng Anh: Elm Springs Township) là một xã thuộc quận Washington, tiểu bang Arkansas, Hoa Kỳ. Năm 2010, dân số của xã này là 2.126 người.